# Joel (keresztnév)
A Joel héber eredetű férfinév, jelentése: Jahve az Isten.

## Gyakorisága
Az 1990-es években szórványos név, a 2000-es években nem szerepel a 100 leggyakoribb férfinév között.

## Névnapok
- október 19.[2]

## Híres Joelek
- Joel Madden énekes
- Joel Zimmerman – Deadmau5 producer eredeti neve